# Бреттабистер
Бреттабистер (англ. Brettabister) — деревня в восточной части острова Мейнленд в архипелаге Шетландских островов.

## География
Расположена на восточном берегу острова Мейнленд.

## История
Исторически Бреттабистер входит в приход Нэстинг.

## Экономика
Через деревню проходит автодорога «B9075» (Лаксо — Бреттабистер — «A970»).